# Begonia goldingiana
Espèce
Begonia goldingiana est une espèce de plantes de la famille des Begoniaceae.
Elle a été décrite en 2010 par Ludovic Jean Charles Kollmann et André Paviotti Fontana.